# NGC 4728B
NGC 4728B (другие обозначения — UGC 7992, MCG 5-30-100, KUG 1248+276A, DFOT 91, PGC 43462) — галактика в созвездии Волосы Вероники.
Этот объект не входит в число перечисленных в оригинальной редакции «Нового общего каталога» и был добавлен позднее.